# Антоненко Борис Тихонович
Борис Тихонович Антоненко (12 червня 1912, село Каплунівка, тепер Богодухівського району Харківської області — січень 2010, Україна) — радянський діяч органів юстиції, прокурор Станіславської та Львівської областей.

## Життєпис
З 1927 року навчався в Богодухівській сільськогосподарській школі на Харківщині.
У 1930—1934 роках — студент Харківського юридичного інституту.
У 1934—1936 роках — заступник начальника колонії для неповнолітніх у місті Києві; слідчий у Воронежі та Москві.
У 1936—1937 роках — помічник прокурора міста Чернігова.
З листопада 1937 по 1941 рік — військовий слідчий; слідчий в Особливому стрілецькому корпусі РСЧА в Монголії; слідчий Військової прокуратури Московського гарнізону; помічник військового прокурора 17-ї армії. Член ВКП(б).
Учасник німецько-радянської і радянсько-японської війн. У вересні 1941 — серпні 1942 року — військовий прокурор 209-ї стрілецької дивізії РСЧА. У серпні 1942 — 1945 року — заступник прокурора 36-ї армії. У 1945—1946 роках — військовий прокурор Читинського гарнізону Забайкальського фронту.
У серпні 1946 — 1948 року — прокурор слідчого відділу Прокуратури Української РСР; заступник прокурора Кам'янець-Подільської області.
У 1948—1957 роках — прокурор міста Львова.
У вересні 1957 — червні 1963 року — прокурор Станіславської (Івано-Франківської) області.
У червні 1963 — 1 лютого 1983 року — прокурор Львівської області. Відзначався переслідуванням українських дисидентів і націоналістів, брав участь у приховуванні обставин загибелі композитора Володимира Івасюка.
З лютого 1983 року — персональний пенсіонер. Автор кількох книг, зокрема «Прокурор Горайко і його колеги», «На злочинцю — свастика».
Помер у січні 2010 року.

## Звання
- капітан юстиції
- майор юстиції
- підполковник юстиції
- державний радник юстиції ІІІ-го класу

## Нагороди
- орден Вітчизняної війни ІІ ст. (23.12.1985)
- орден Червоної Зірки (9.05.1944)
- орден Дружби народів
- орден «Знак Пошани» (1967)
- медаль «За бойові заслуги» (30.04.1945)
- медаль «За перемогу над Німеччиною у Великій Вітчизняній війні 1941—1945 рр.» (1945)
- медаль «За перемогу над Японією» (1945)
- медаль «30 років Халхін-Гольської Перемоги» (Монгольська Народна Республіка) (15.08.1969)
- медалі